# Скотоватое (Новомосковский район)
Скотоватое (укр. Скотувате) — село,
Марьяновский сельский совет,
Новомосковский район,
Днепропетровская область,
Украина.
Код КОАТУУ — 1223283302. Население по переписи 2001 года составляло 48 человек .

## Географическое положение
Село Скотоватое находится на расстоянии в 1,5 км от села Марьяновка.
По селу протекает пересыхающий ручей с запрудой.